# 13912 Gammelgarn
13912 Gammelgarn è un asteroide della fascia principale. Scoperto nel 1979, presenta un'orbita caratterizzata da un semiasse maggiore pari a 2,3909503 au e da un'eccentricità di 0,1427771, inclinata di 1,29401° rispetto all'eclittica.